# Arrancacepas
Arrancacepas é um município da Espanha, na província de Cuenca, comunidade autônoma de Castela-Mancha. Tem 18,56 km² de área e em 2021 tinha 20 habitantes (densidade: 1,1 hab./km²). Limita com os municípios de Albalate de las Nogueras, Cañaveras, Castillo-Albaráñez, Torralba e Villas de la Ventosa.